# Vismia parviflora
Vismia parviflora är en johannesörtsväxtart som beskrevs av Adelbert von Chamisso och Schlecht.. Vismia parviflora ingår i släktet Vismia och familjen johannesörtsväxter. Inga underarter finns listade i Catalogue of Life.